# Саут-Вілмінгтон (Іллінойс)
Саут-Вілмінгтон (англ. South Wilmington) — селище (англ. village) в США, в окрузі Ґранді штату Іллінойс. Населення — 710 осіб (2020).

## Географія
Саут-Вілмінгтон розташований за координатами 41°10′28″ пн. ш. 88°16′53″ зх. д. / 41.17444° пн. ш. 88.28139° зх. д. (41.174408, -88.281328).  За даними Бюро перепису населення США в 2010 році селище мало площу 1,45 км², уся площа — суходіл.

## Демографія
Згідно з переписом 2010 року, у селищі мешкала 681 особа в 290 домогосподарствах у складі 193 родин. Густота населення становила 469 осіб/км².  Було 311 помешкання (214/км²).
Расовий склад населення:
| - 99,0 % — білих - 0,4 % — чорних або афроамериканців - 0,3 % — корінних американців |

До двох чи більше рас належало 0,3 %. Частка іспаномовних становила 2,6 % від усіх жителів.
За віковим діапазоном населення розподілялося таким чином: 20,3 % — особи молодші 18 років, 63,3 % — особи у віці 18—64 років, 16,4 % — особи у віці 65 років та старші. Медіана віку мешканця становила 41,1 року. На 100 осіб жіночої статі у селищі припадало 97,4 чоловіків;  на 100 жінок у віці від 18 років та старших — 99,6 чоловіків також старших 18 років.
Середній дохід на одне домашнє господарство  становив 71 738 доларів США (медіана — 62 917), а середній дохід на одну сім'ю — 78 727 доларів (медіана — 71 964). Медіана доходів становила 64 375 доларів для чоловіків та 38 750 доларів для жінок. За межею бідності перебувало 9,3 % осіб, у тому числі 14,9 % дітей у віці до 18 років та 13,6 % осіб у віці 65 років та старших.
Цивільне працевлаштоване населення становило 359 осіб. Основні галузі зайнятості: освіта, охорона здоров'я та соціальна допомога — 23,7 %, транспорт — 16,7 %, науковці, спеціалісти, менеджери — 13,6 %, виробництво — 13,4 %.